# Plagusia
Plagusia Latreille, 1804 è un genere di granchi della famiglia Plagusiidae.

## Tassonomia
Il genere comprende le seguenti specie:
- Plagusia depressa (Fabricius, 1775)
- Plagusia immaculata Lamarck, 1818
- Plagusia integripes Garth, 1973
- Plagusia speciosa Dana, 1851
- Plagusia squamosa (Herbst, 1790)

### Binomi obsoleti
- Plagusia chabrus (Linnaeus, 1758) = Guinusia chabrus (Linnaeus, 1758)
- Plagusia clavimana Lamarck, 1806 = Percnon planissimum (Herbst, 1804)
- Plagusia delaunayi Rochebrune, 1883 = Percnon gibbesi (H. Milne Edwards, 1853)
- Plagusia dentipes (De Haan, 1835) = Guinusia dentipes (De Haan, 1835)
- Plagusia gaimardi H. Milne Edwards, 1853 = Guinusia chabrus (Linnaeus, 1758)
- Plagusia glabra Dana, 1852 = Davusia glabra (Dana, 1852)
- Plagusia gracilis Saussure, 1858 = Plagusia depressa (Fabricius, 1775)
- Plagusia orientalis Stimpson, 1858 = Plagusia squamosa (Herbst, 1790)
- Plagusia sayi de Kay, 1844 = Plagusia depressa (Fabricius, 1775)
- Plagusia serripes Lamarck, 1818 = Percnon planissimum (Herbst, 1804)
- Plagusia spinosa MacLeay, 1838 = Guinusia chabrus (Linnaeus, 1758)
- Plagusia tomentosus H. Milne Edwards, 1837 = Guinusia chabrus (Linnaeus, 1758)
- Plagusia tuberculata Lamarck, 1818 = Plagusia squamosa (Herbst, 1790)